# 日産・インテリジェントモビリティ
日産・インテリジェントモビリティ（にっさん・インテリジェントモビリティ、NISSAN INTELLIGENT MOBILITY）は、日産自動車の経営方針、およびその経営方針による装備の総称で「日産・インテリジェント・モビリティ」「ニッサン・インテリジェント・モビリティ」とも表記される。また、このページではインテリジェントモビリティの一部となるコンセプトカー、日産・IDSコンセプト、日産・Vmotion 2.0についても述べる。

## 概要

「ゼロエミッション」ロゴは主に電気自動車に取り付けられる。

インテリジェントモビリティは、2016年にジュネーブモーターショーによって発表された。ゼロエミッションとゼロフェイタリティ(事故・不幸を減らすとの意)を進める内容であった。そして、具体的に「電気自動車」の採用、「自動運転」の推進が挙げられている。
具体的な提言
- 自動運転車の技術開発 - インテリジェント・ドライビング
  - 日産・リーフへの「プロパイロット」搭載。
  - 「SAM」自動技術の開発。
  - DeNAとの提携での技術開発。

- 電気自動車の推進 - インテリジェント・パワー
- 車と社会をつなげる取り組み - インテリジェント・インテグレーション
  - マイクロソフトとの提携による開発。「Cortana」の活用。

- ロックフェラー財団による「100レジリエンス都市プロジェクト」のスポンサーを手掛ける。

## インテリジェントモビリティによる装備
| 装備名                                             | 概要                                                         | 採用車種                                                                   | 注釈          |
| -------------------------------------------------- | ------------------------------------------------------------ | -------------------------------------------------------------------------- | ------------- |
| 電気自動車                                         |                                                              | リーフ、e-NV200 、アリア、サクラ                                           | [ 4 ]         |
| アラウンドビューモニター                           |                                                              | エルグランド、ルークス など                                                | [ 5 ]         |
| インテリジェントパーキングアシスト                 |                                                              | セレナ、エクストレイル                                                     |               |
| プロパイロット(ProPILOT)                           | 同一車線自動運転技術（自動車専用道路のみ）                   | セレナ、エクストレイル、リーフ、デイズ、ルークス、キックス、ノート、サクラ | [ 6 ]         |
| プロパイロット(ProPILOT)2.0                        | インテリジェント高速道路ルート走行（自動車専用道路のみ）     | スカイライン 、アリア、セレナ                                              | [ 7 ]         |
| ProPILOT Parking                                   | 自動駐車機能                                                 | リーフ、アリア、サクラ、エクストレイル                                     | [ 8 ]         |
| e-POWER                                            | シリーズ方式ハイブリッド                                     | ノート、オーラ、セレナ、キックス、シルフィ、キャシュカイ、エクストレイル   | [ 9 ]         |
| e-Pedal                                            | アクセルペダルで、発進、加減速、停止、停止保持ができる装備   | リーフ、アリア、サクラ                                                     | [ 10 ]        |
| エマージェンシーブレーキ                           | 衝突被害軽減ブレーキ                                         | NV350キャラバン など                                                       | [ 11 ]        |
| ハンズフリーオートスライドドア                     | 足を出すと、自動でドアが開閉する装備                         | セレナ、ルークス                                                           | [ 12 ]        |
| リモコンオートバックドア                           | 足を出すと、自動でバックドアが開閉する装備                   | エクストレイル、アリア                                                     |               |
| 旅ホーダイ                                         | 月額2000円（税別）で充電できるサービス                       | リーフ                                                                     | [ 4 ]         |
| 低重心&スポーツサスペンション                      |                                                              | エルグランド                                                               | [ 13 ]        |
| インテリジェント ルームミラー                      | スマート・ルームミラー                                       | セレナ、リーフ、ノートなど                                                 | [ 14 ] [ 15 ] |
| インテリジェント BSI（後側方衝突防止支援システム） | BSW（後側方車両検知警報）ブラインドスポットモニター          | シーマ、フーガ、スカイラインなど                                           | [ 16 ]        |
| インテリジェント トレースコントロール              | コーナリングの安定性を向上するシステム                       | リーフ、エクストレイル                                                     | [ 17 ]        |
| インテリジェント ライドコントロール                | 車体振動を抑制するシステム                                   | エクストレイル                                                             | [ 18 ]        |
| インテリジェント エンジンブレーキ                  | コーナーおよびブレーキ時に自動エンジンブレーキで減速する装備 | エクストレイル                                                             | [ 19 ]        |

## エマージェンシーブレーキ

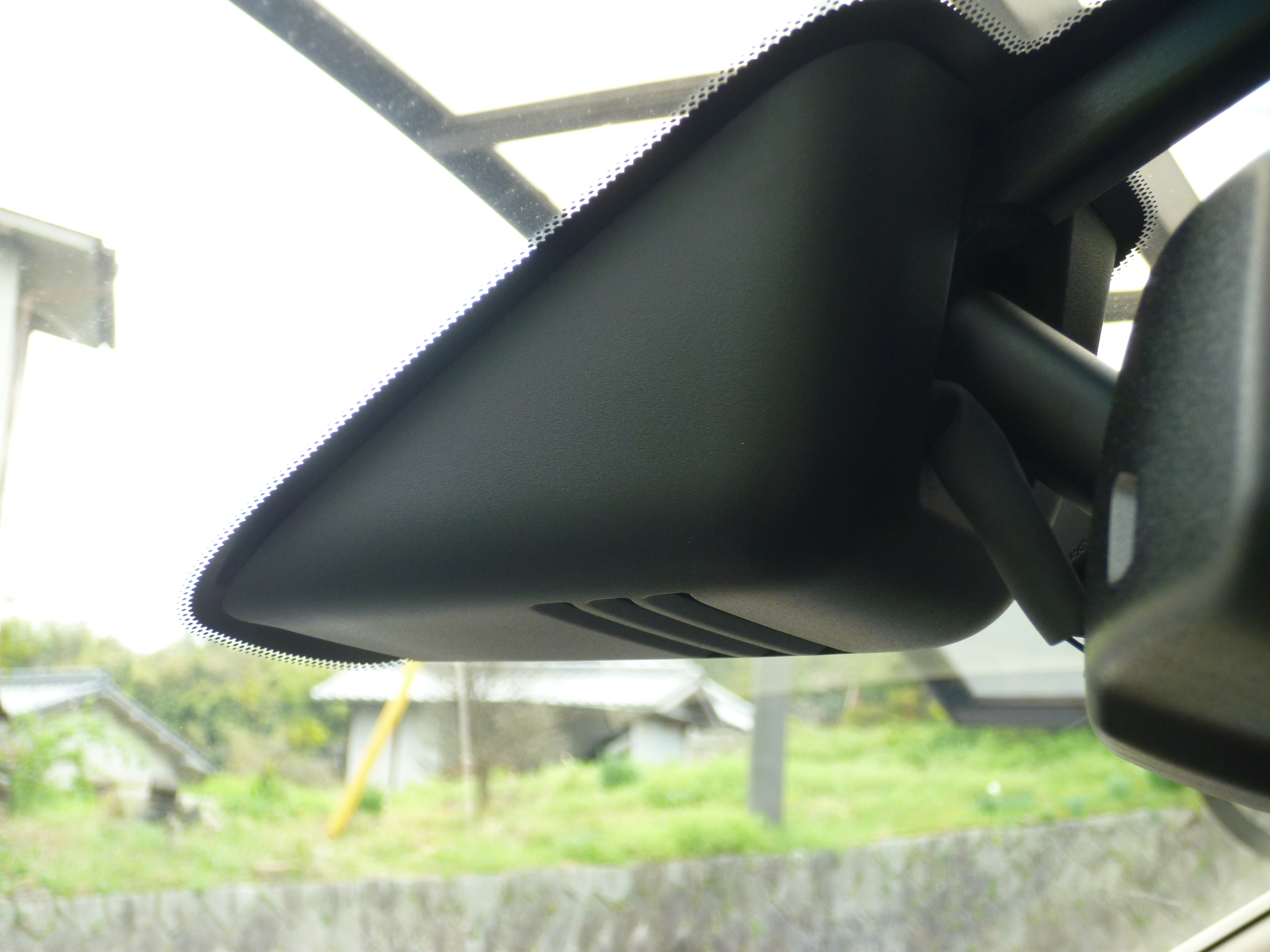
単眼カメラ式のシステム
(日産・セレナ)

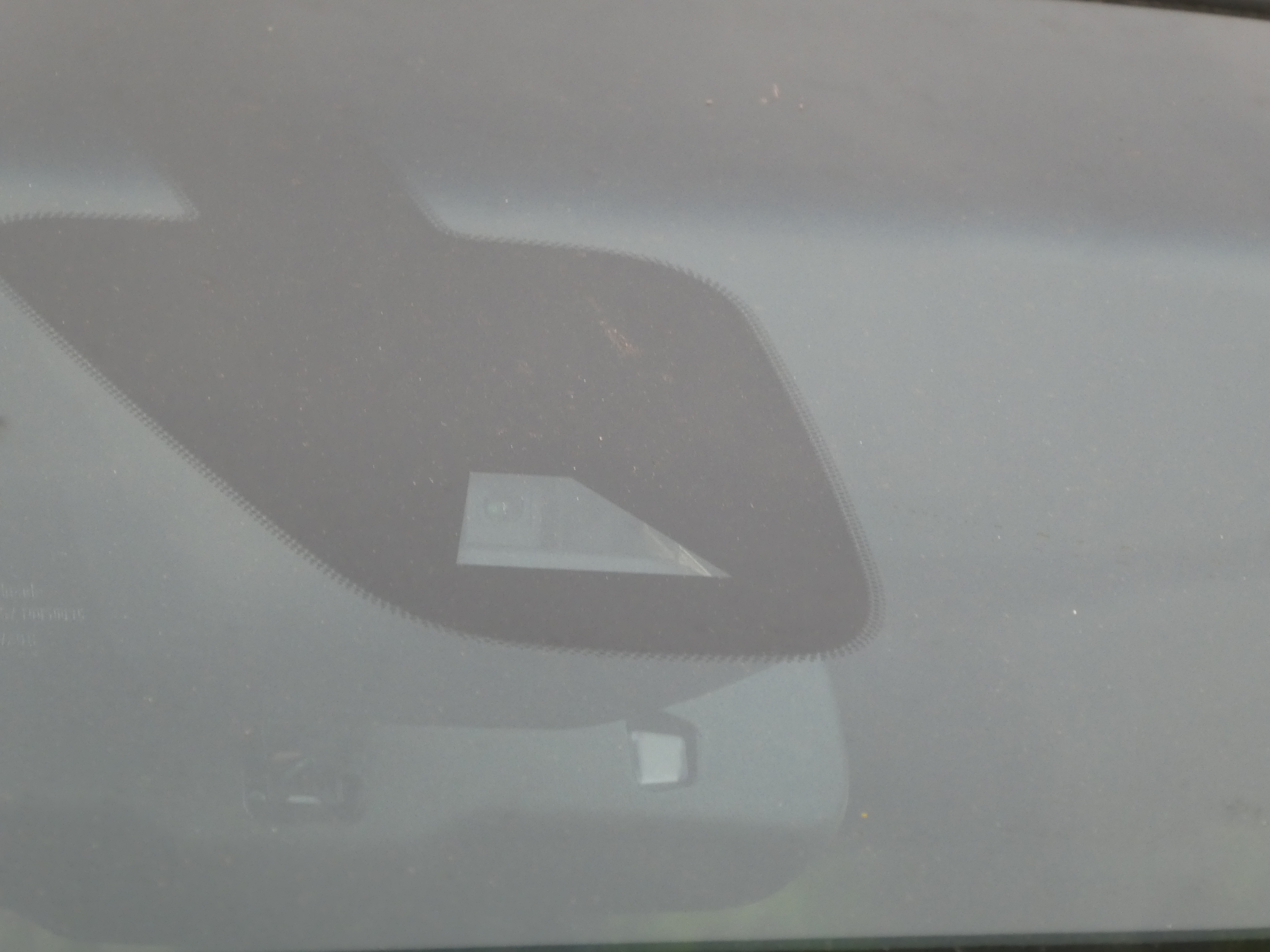
単眼カメラ式のシステム(フロント)(日産・セレナ)

エマージェンシーブレーキは、日産自動車が展開する衝突被害軽減ブレーキシステムの総称。単眼カメラ、赤外線レーダー、ミリ波レーダーのいずれかで検知される。
採用車種
- 単眼カメラ
  - 日産・リーフ
  - 日産・ノート
  - 日産・ジューク
  - 日産・セレナ
    - スズキ・ランディ

  - 日産・AD
    - 三菱・ランサーカーゴ
    - マツダ・ファミリアバン

  - 日産・エクストレイル
  - 日産・ティアナ

- ミリ波レーダー
  - 日産・スカイライン
  - 日産・フーガ
  - 日産・NV350キャラバン
    - いすゞ・コモ

- 赤外線レーダー
  - 日産・NV100クリッパー (スズキ・エブリイ)
  - 日産・NV100クリッパー (スズキ・エブリイワゴン)
  - 日産・デイズ/三菱・eKワゴン/eKカスタム
  - 日産・デイズルークス/三菱・eKスペース/eKスペースカスタム

## プロパイロット

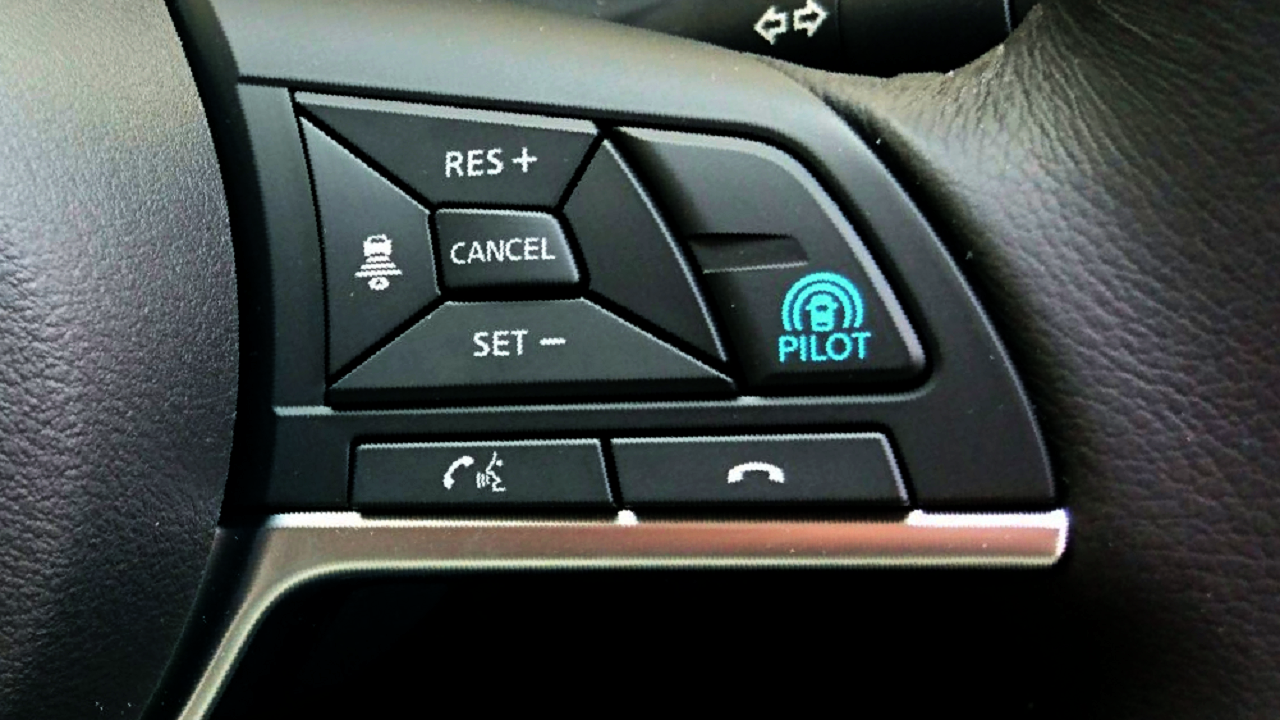
ステアリングスイッチ（プロパイロット）
セレナ （2016年8月 - ）

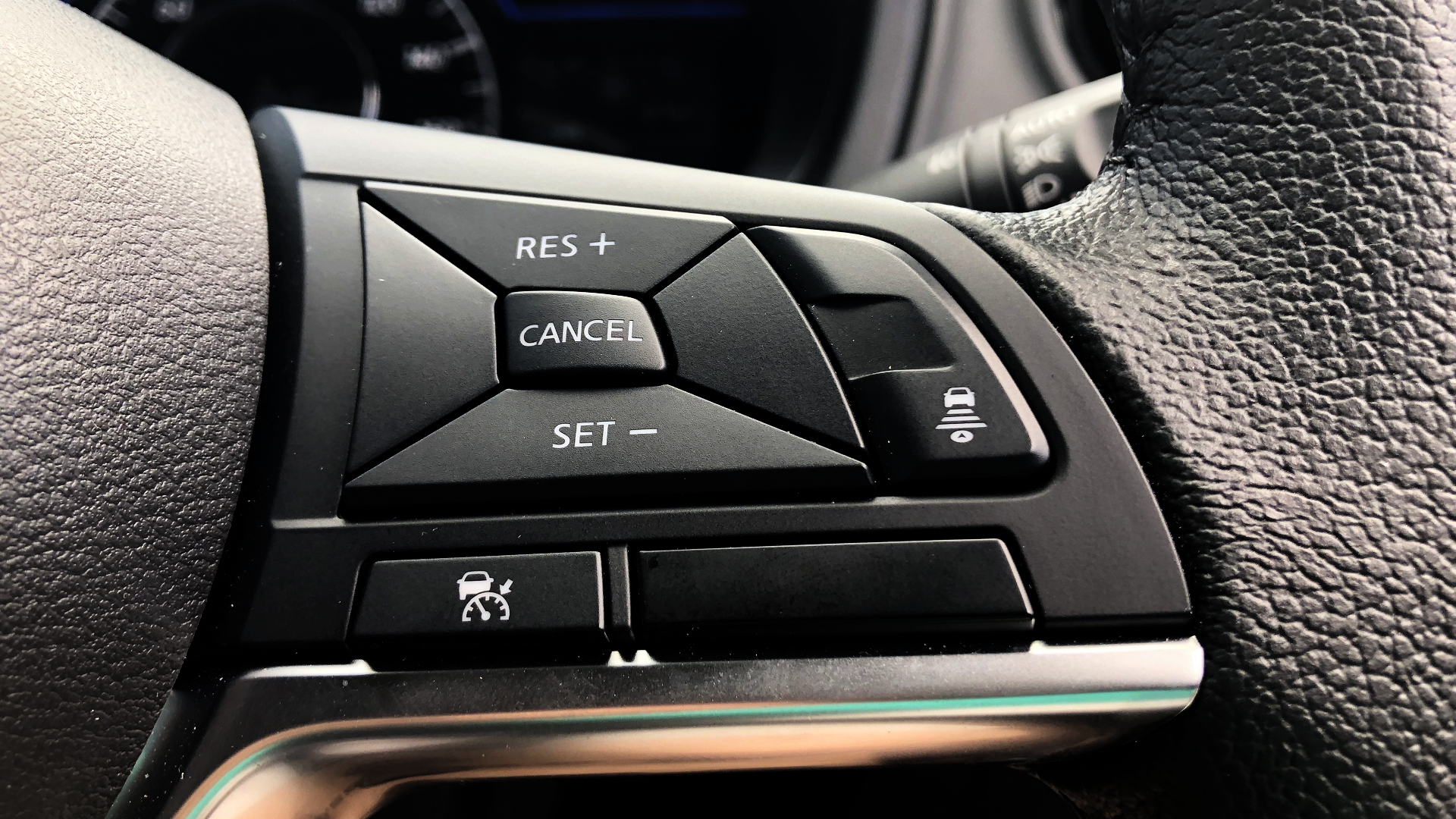
ステアリングスイッチ（クルーズコントロール）
ノート e-POWER メダリスト
（2017年9月 - 2020年11月）

プロパイロット（ProPILOT）は、自動車専用道路のみで使用できる運転支援機能。
自動運転技術と明記されるが、システムが運転操作の主体となることができる自動化レベル3（限定的な環境でのみシステムが全ての運転操作を実施し、それ以外はドライバーが操作）ではなく、ドライバーが運転操作の主体となるレベル2の段階である。自動車専用道路の単一車線で、システムが車速や車間距離の維持、ハンドル操作による車線追従などをサポートする。
2016年、日産・セレナに初搭載された。2017年9月、日産・ノートも仕様変更でe-POWER「MEDALIST」、「ブラックアロー」にプロパイロットの代替機能「インテリジェント クルーズコントロール」「インテリジェント LI（車線逸脱防止支援システム）/LDW（車線逸脱警報）」を標準装備した。
2019年3月に発表された2代目デイズ、三菱・eKワゴン、eKクロスに軽自動車で初めてプロパイロットが搭載された。また、三菱ではMI-PILOT（マイパイロット）の名称を用いている。
なお、NMKVを除くOEM先車種には搭載されていない。
2020年11月に発表された3代目ノートでナビゲーションとの連動機能のナビリンクが日産としては初採用となる。

### 採用車種
- 日本
  - 日産・セレナ（5代目より採用）
  - 日産・エクストレイル（3代目の後期型より採用）
  - 日産・リーフ（2代目より採用）
  - 日産・ノート（3代目より採用）
  - 日産・ノート オーラ
  - 日産・デイズ（2代目より採用）
    - 三菱・eKワゴン
    - 三菱・eKクロス

  - 日産・ルークス（3代目より採用）
    - 三菱・eKスペース
    - 三菱・eKクロススペース
    - 三菱・デリカミニ

  - 日産・キックス
  - 日産・アリア
  - 日産・サクラ
    - 三菱・eKクロスEV
- 日本国外専売車種
  - 日産・キャシュカイ／ローグスポーツ
  - 日産・ローグ
  - 日産・アルティマ
  - 日産・ジューク
  - インフィニティ・QX50

### ナビリンク採用車種
- 日産・ノート（3代目より採用）
- 日産・ノート オーラ
- 日産・パスファインダー
- 日産・アリア
- 日産・エクストレイル（4代目より採用）
- 日産・セレナ（6代目より採用）

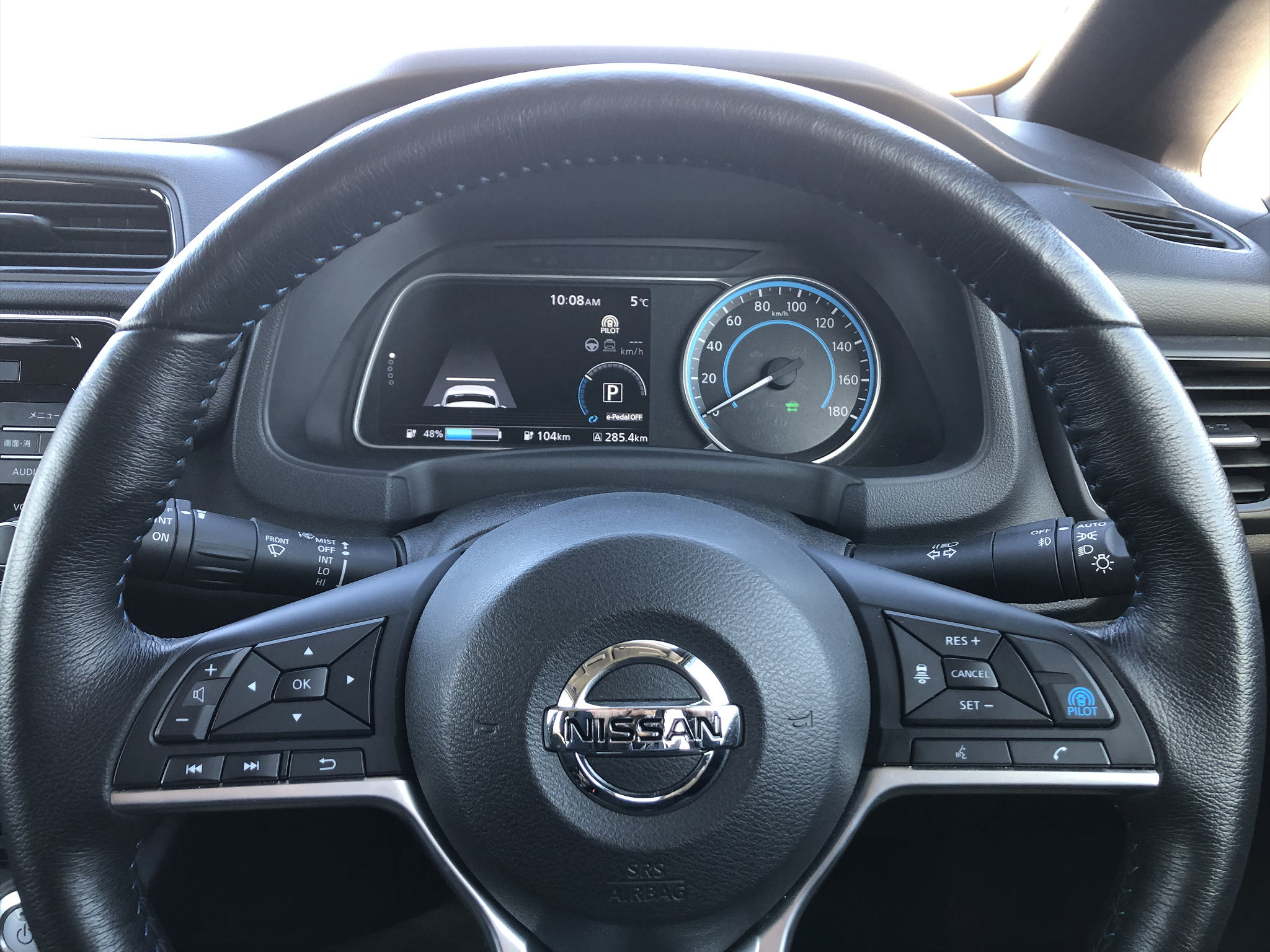
ステアリングスイッチ プロパイロット リーフ G （2017年10月 - ）
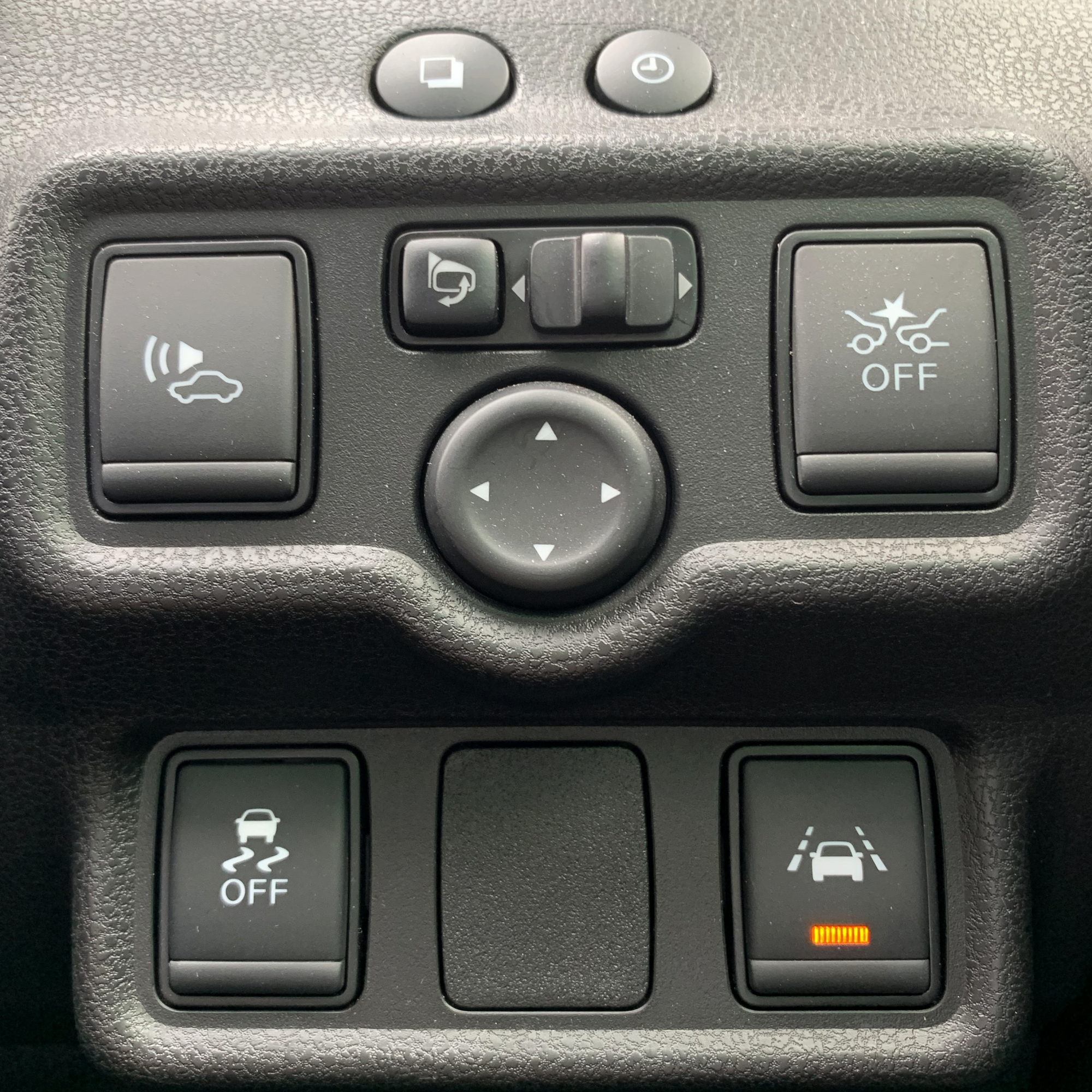
ノート e-POWER メダリスト運転支援機能（2017年9月 - 2020年11月）

### プロパイロット2.0
プロパイロット2.0（ProPILOT2.0）は、国産車で初めて高速道路のルート走行で同一車線内ハンズオフ『手放し運転』が可能なナビ連動ルート走行を実現したシステムである。高速道路や自動車専用道路のみで、GPSが受信できないトンネル内、対面通行、合流地点、急カーブといった状況下では利用できない。カーナビゲーションシステムと連動することで、3D高精度地図データを使用し、高速道路出口までの運転を支援する。ドライバーが運転操作の主体となる運転自動化レベル2の技術であるため、ハンズオフ運転の最中もドライバーが運転操作の責任を負う。

#### 採用車種
- スカイラインハイブリッド（13代目の後期型より採用）
- アリア
- セレナ（6代目「LUXION」グレードから採用）

## インテリジェント ルームミラー

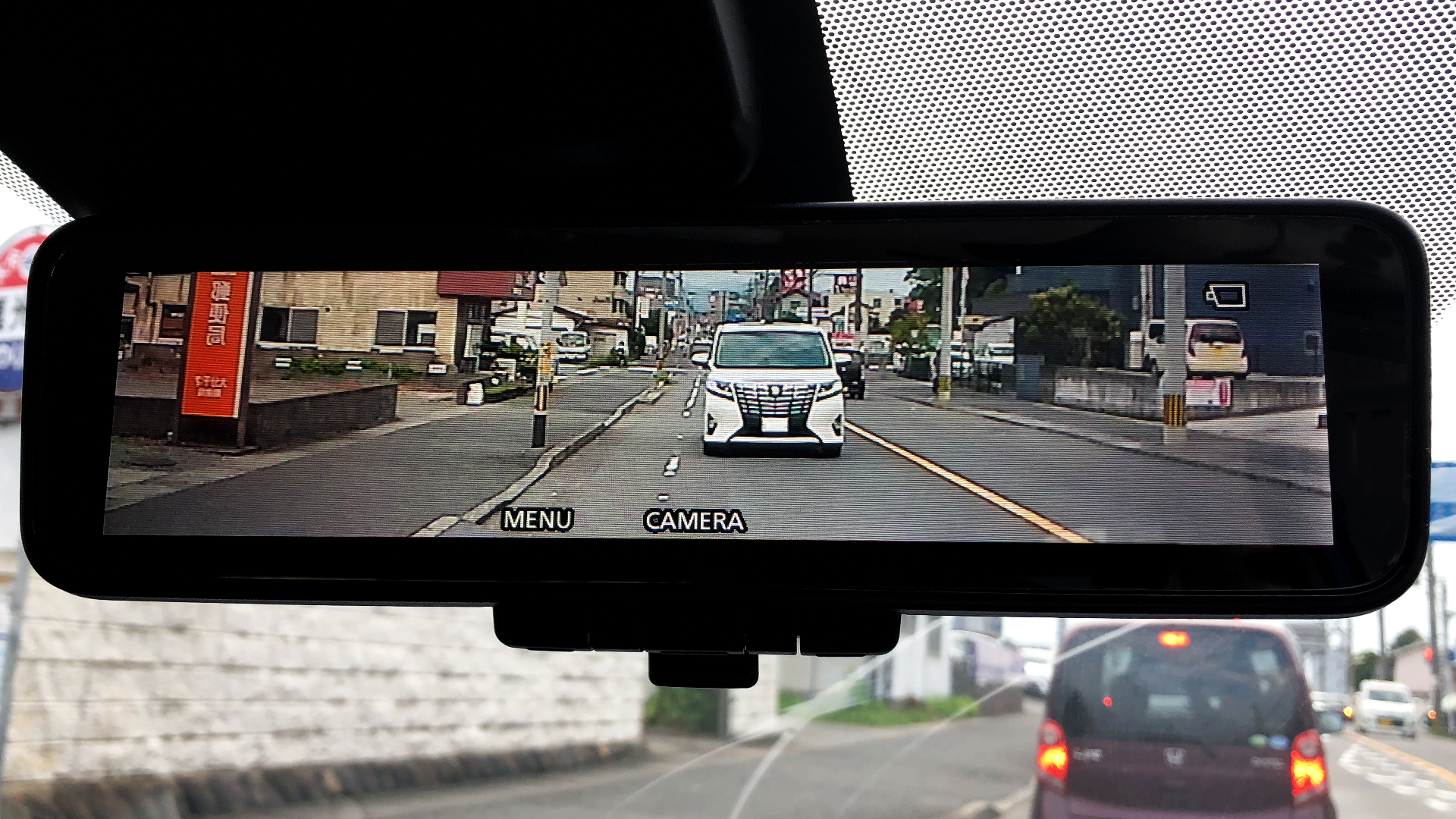
スマート・ルームミラー
ノート e-POWER メダリスト

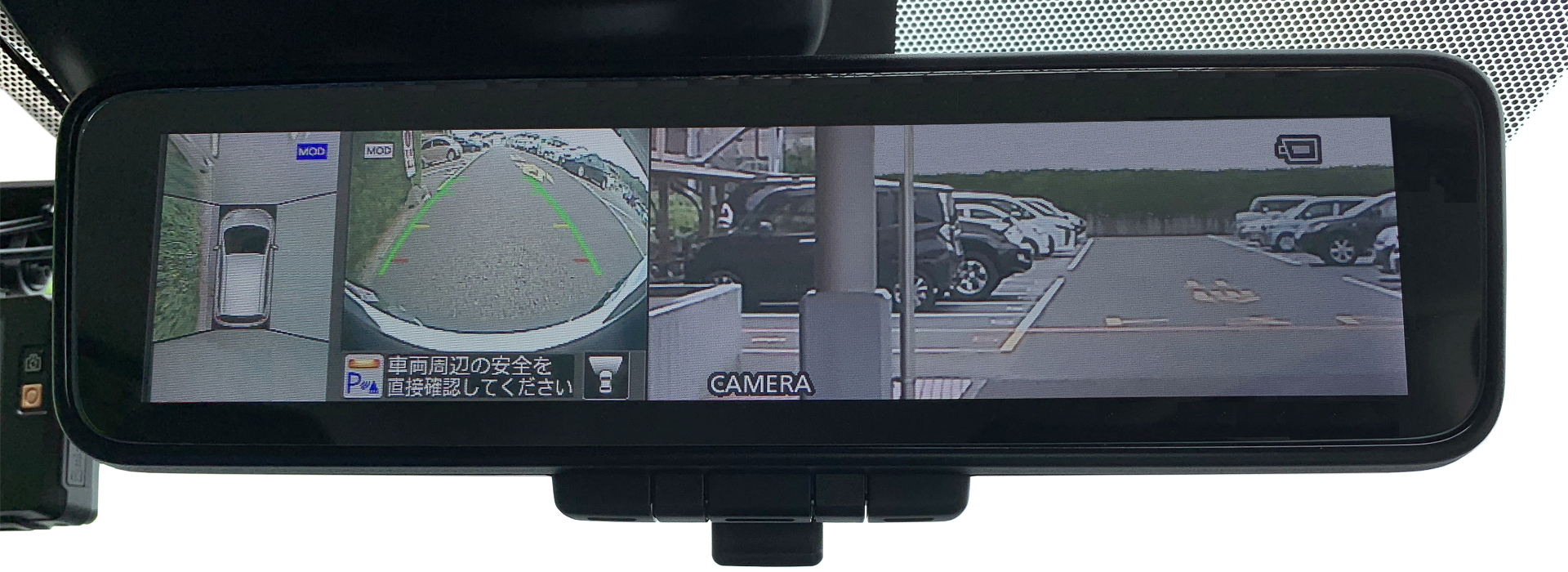
アラウンドビューモニター
ノート e-POWER メダリスト

インテリジェント ルームミラー（スマート・ルームミラー）は、2014年3月のジュネーブモーターショーで発表した。
ルームミラーに液晶ディスプレイを搭載し車体後部に内蔵した高解像度カメラで映像を映し出す。ミラー下部のスイッチで液晶ディスプレイとミラーの切り替えが可能である。またインテリジェントアラウンドビューモニター（移動物検知機能付）の表示も可能である。
採用車種
- 日産・エルグランド
- 日産・エクストレイル
- 日産・リーフ
- 日産・ノート
- 日産・ノート オーラ
- 日産・セレナ
- 日産・キックス
- 日産・ルークス
- 日産・キャラバン

## e-POWER

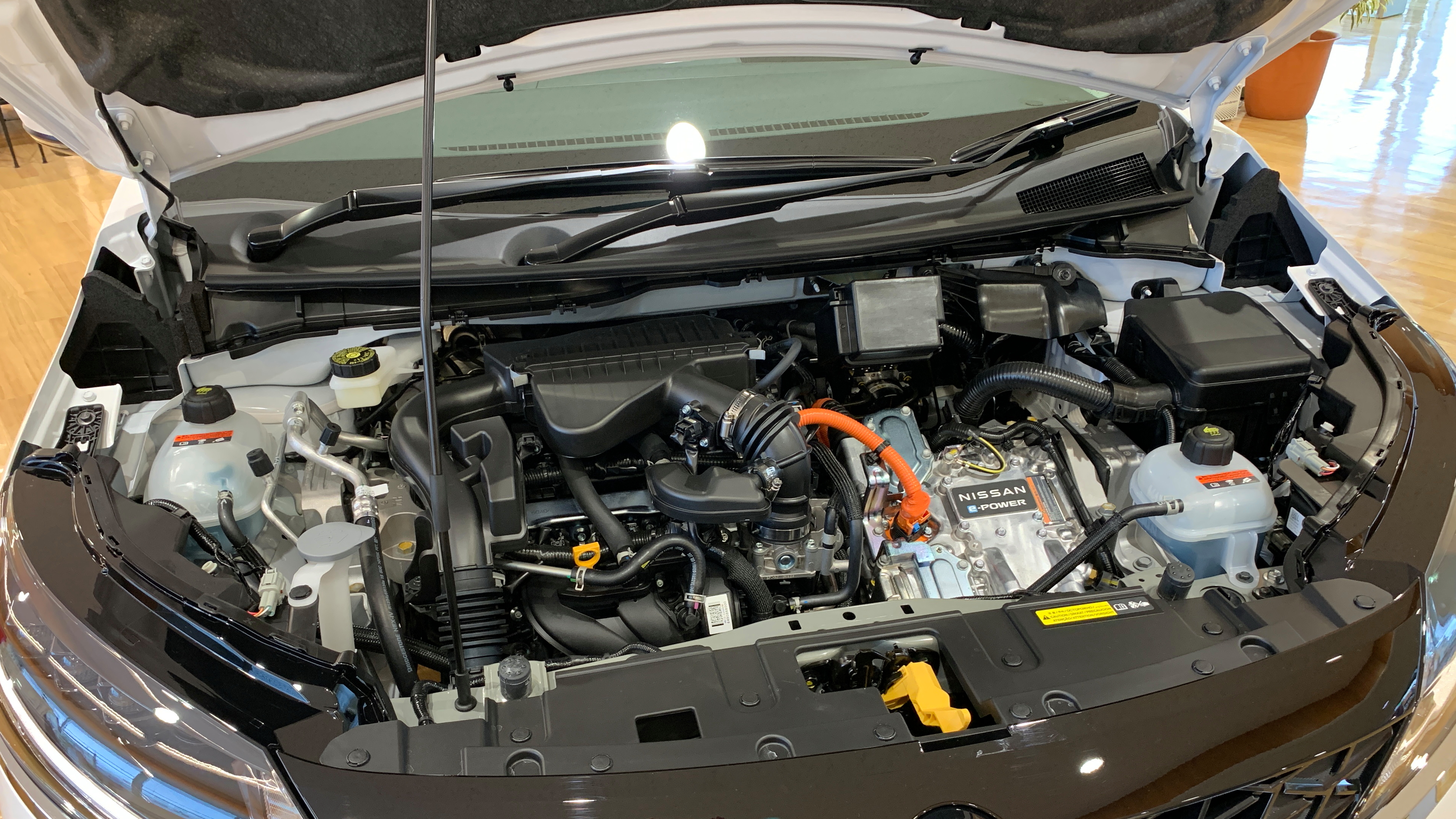
ノート E13型 第2世代e-POWER エンジンルーム

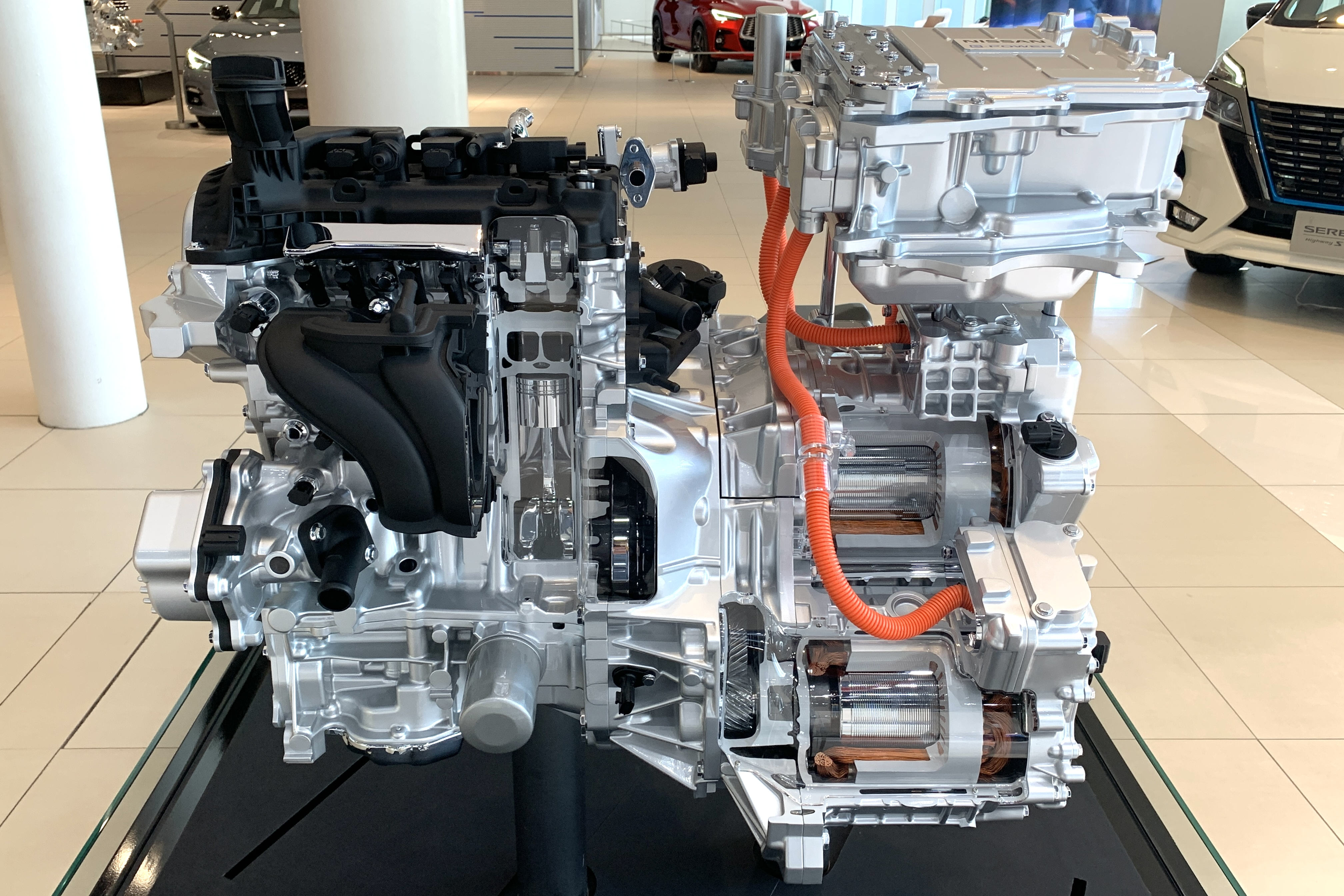
HR12DE-EM47（e-POWERのパワートレイン）

e-POWER（イーパワー）は、日産の自動車で採用されているシリーズ方式ハイブリッドシステムの名称である。2016年に行われた日産・ノート（E12型）のマイナーチェンジ時に初めて導入された。名称にハイブリッドが含まれておらず、既存のハイブリッドシステムと差別化する販売戦略から積極的に喧伝されてはいないが、エンジンで発電しモーター走行する典型的なシリーズ方式ハイブリッドである。世界で初めて量産型コンパクトカーへ搭載されたシリーズハイブリッドである。
インテリジェントモビリティの提言の中の、インテリジェントドライビングにあたる。このパワートレインを初採用した「ノート e-POWER」は、2016年11月の月間販売台数で第1位となり、日産自動車から販売された車種では日産・サニー以来30年ぶりの記録となった。
E12型ノートe-POWER仕様の発電部は、ガソリン車仕様の直列3気筒エンジン (HR12DE) を発電目的に特化した調整の上で流用し、電力制御部と駆動部はリーフの技術をそのまま流用している。ハイブリッドシステムの要であるバッテリー容量と発電装置の有無以外はほぼリーフそのままであり、リーフのモーター駆動制御技術と部品が共有された。ノートの次にe-POWERを採用した車格の異なるセレナ、キックスにおいても、同型エンジン、同型モーターが搭載されている。一方でモーター出力とバッテリー容量は車種ごとに変更することで、各車の駆動が最適化されている。なお、軽自動車用のエンジンを用いなかったのは、1気筒あたりの排気量が少なすぎるがゆえに熱効率面での損失が小型化の利点を損なってしまうからとしている。
また強回生システム等を採用し、アクセルペダル操作のみで車速制御を可能とする特徴がある。
なお、シリーズ方式ハイブリッドの苦手とする場面（停止・発進が少なくエネルギーの回生が少ない場面、エンジン直接駆動方式が得意とする高速巡航が主な用途）では、他社のハイブリッドシステムやクリーンディーゼル車に比べ、燃費面で不利になりやすい。平均車速が低く渋滞が多い日本では燃費の良い走りが可能な一方で、高速、高負荷運転が多い海外環境では別途対応が必要とされる。
2018年11月13日に、2019年次RJCテクノロジーオブザイヤーを受賞した。
E13型ノートに搭載された第2世代e-POWERでは、主要コンポーネントや制御技術の設計が見直され、インバーターは第1世代に比べ40％の小型化と30％の軽量化が実現された。モーターは第1世代と比べトルクを10％、出力を6％向上させることで、加速性能が強化された。
採用車種:
- 第1世代 e-POWER

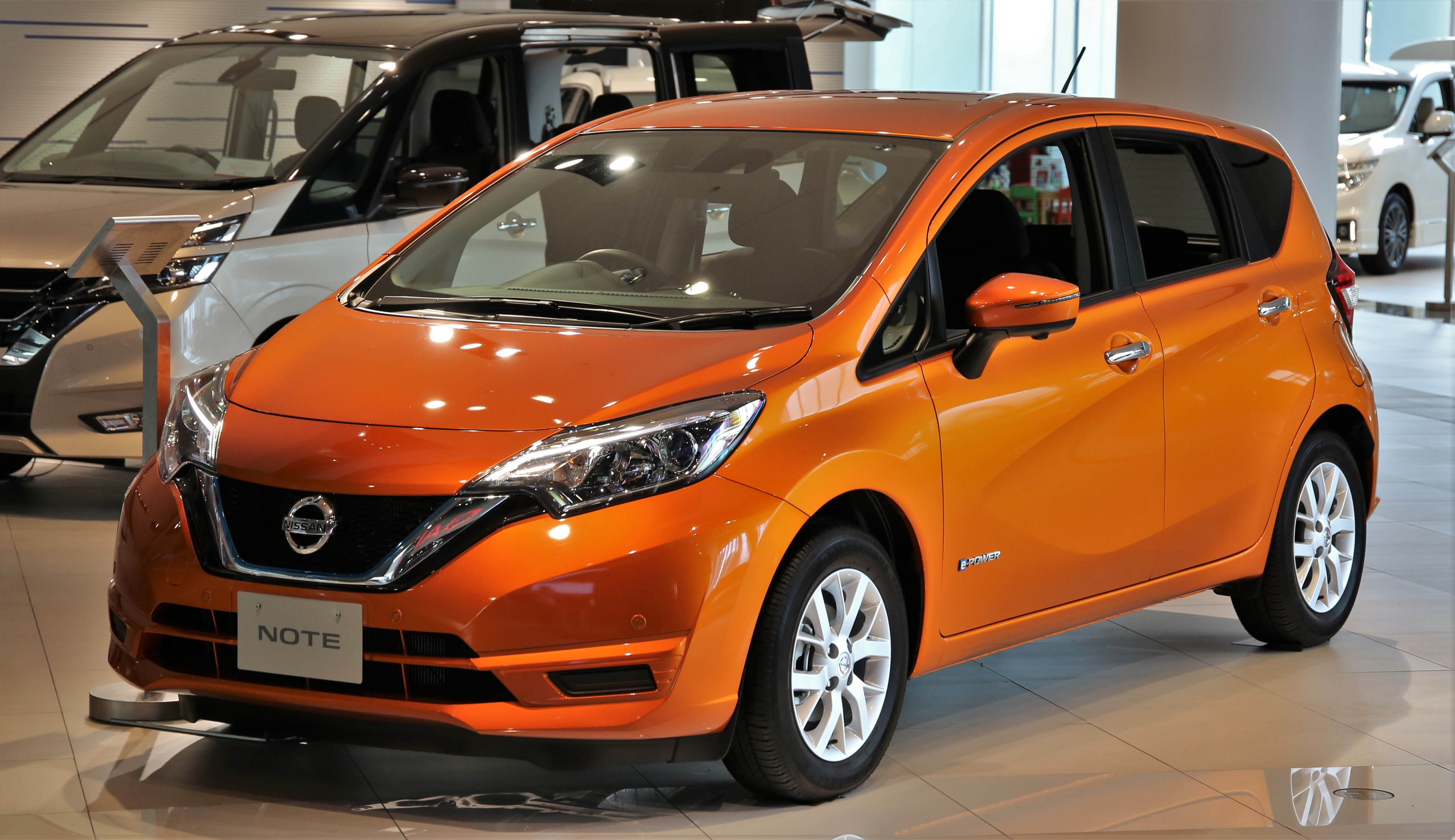
日産・ノートe-POWER（E12型）
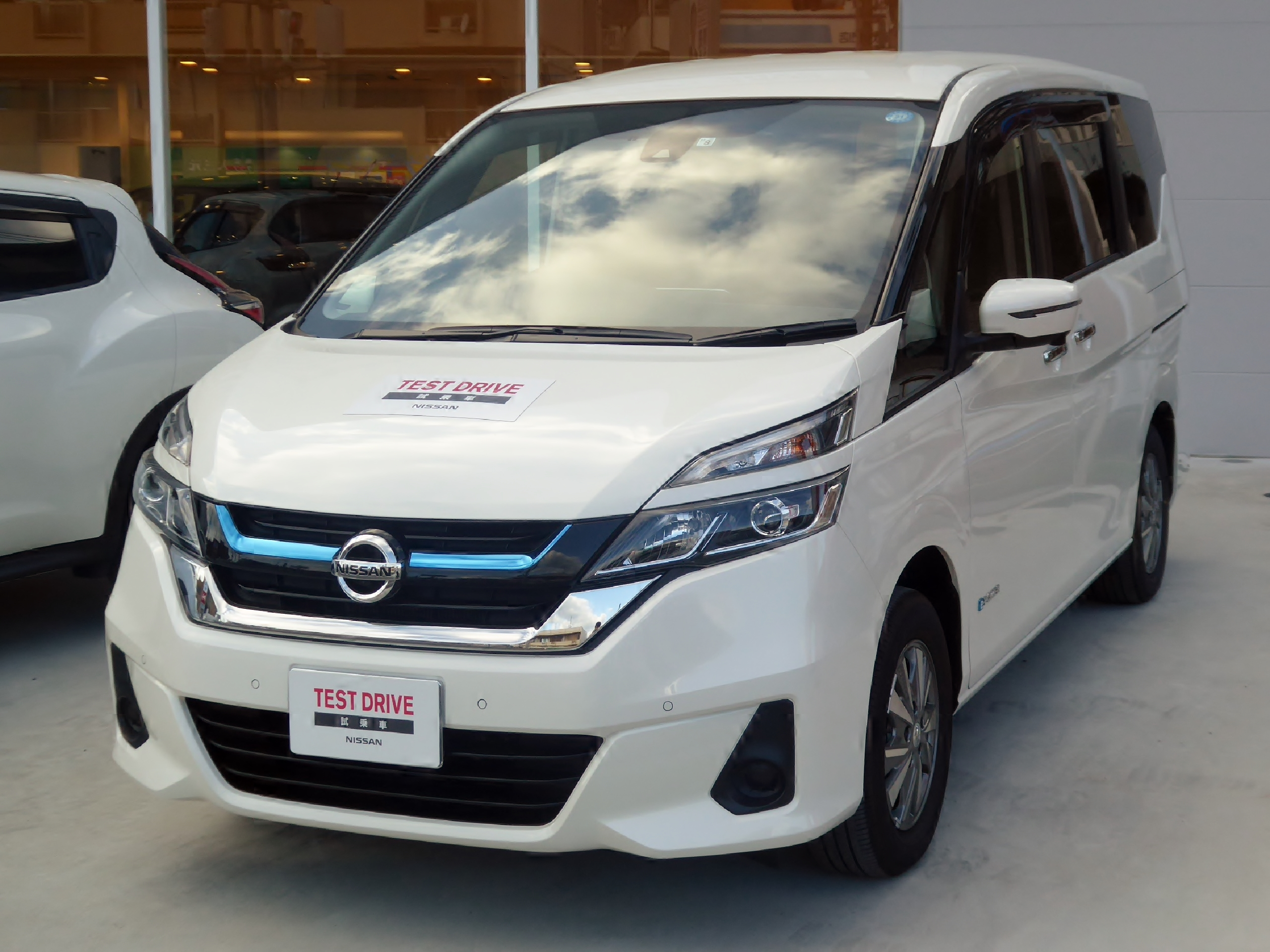
日産・セレナe-POWER（C27型）
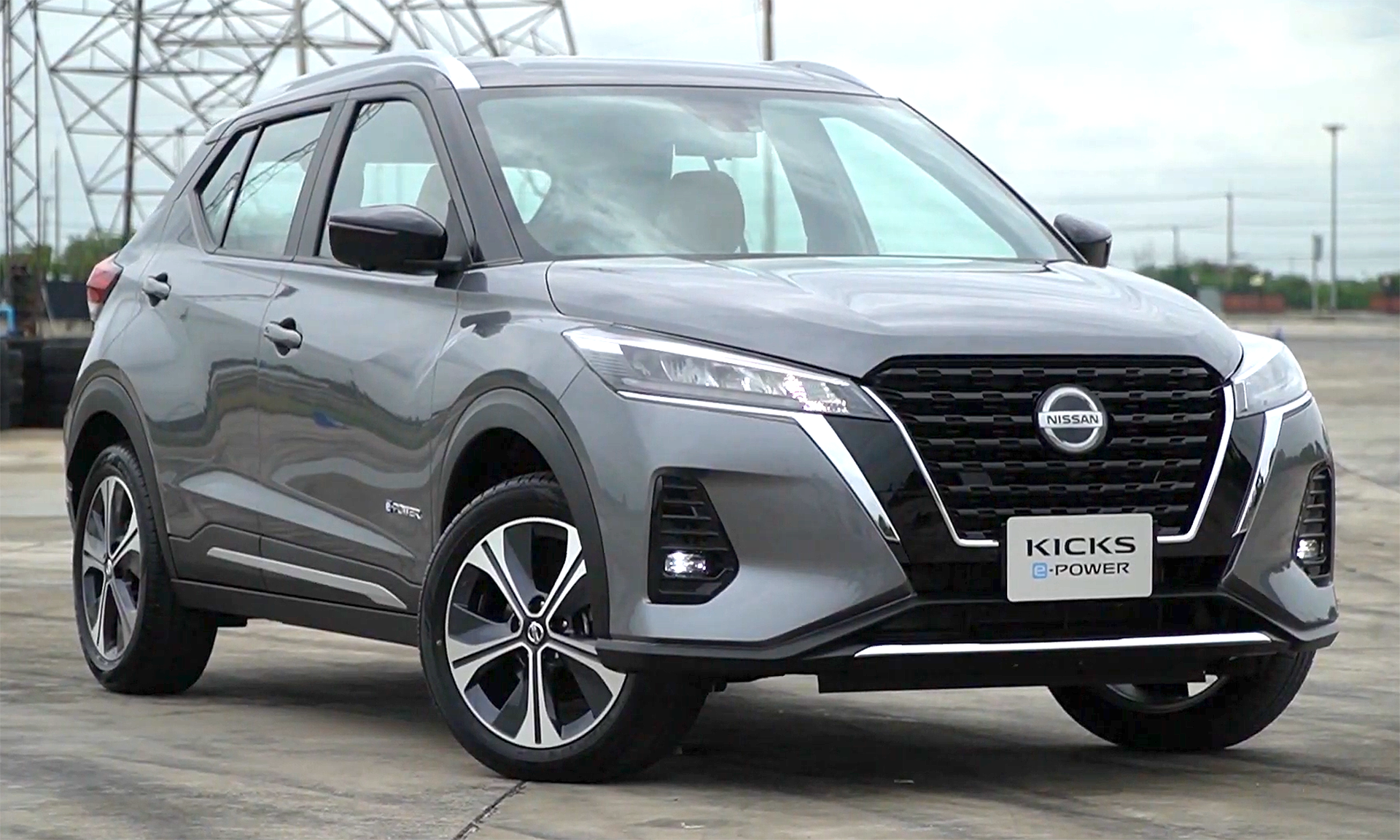
日産・キックス（P15型）（2020年6月発売モデル）

- 第2世代 e-POWER

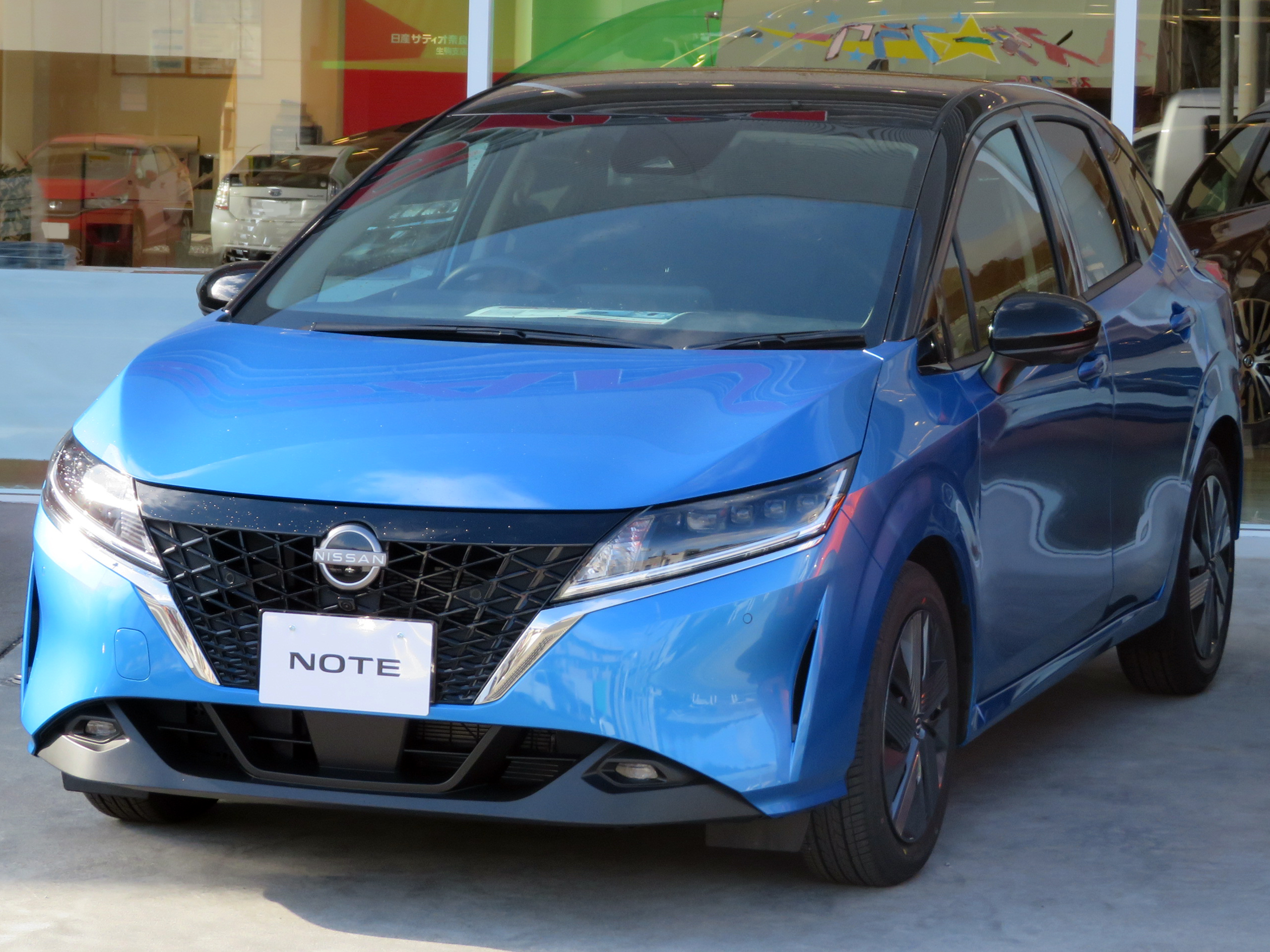
日産・ノートe-POWER（E13型）
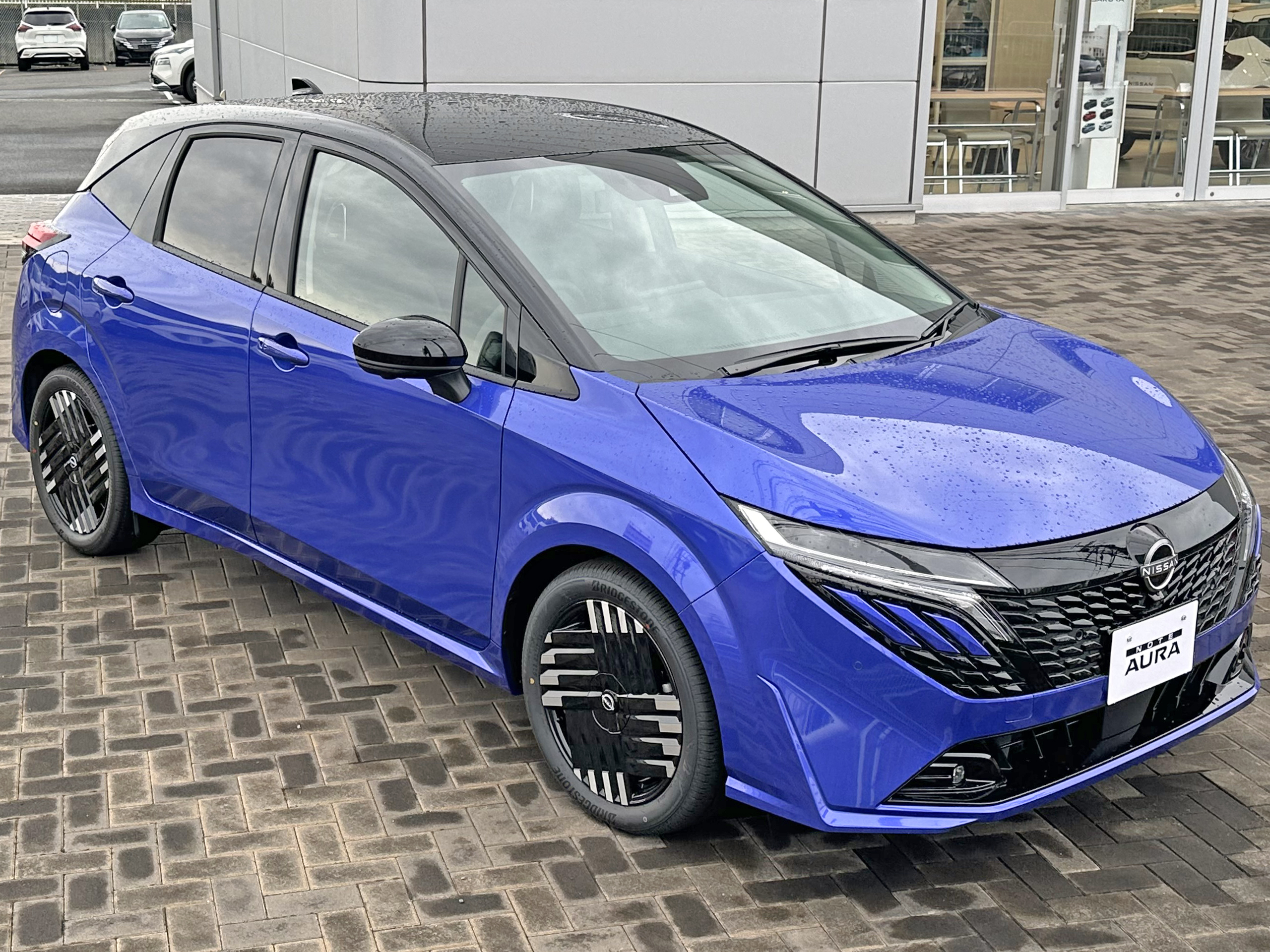
日産・ノート オーラ（FE13型）
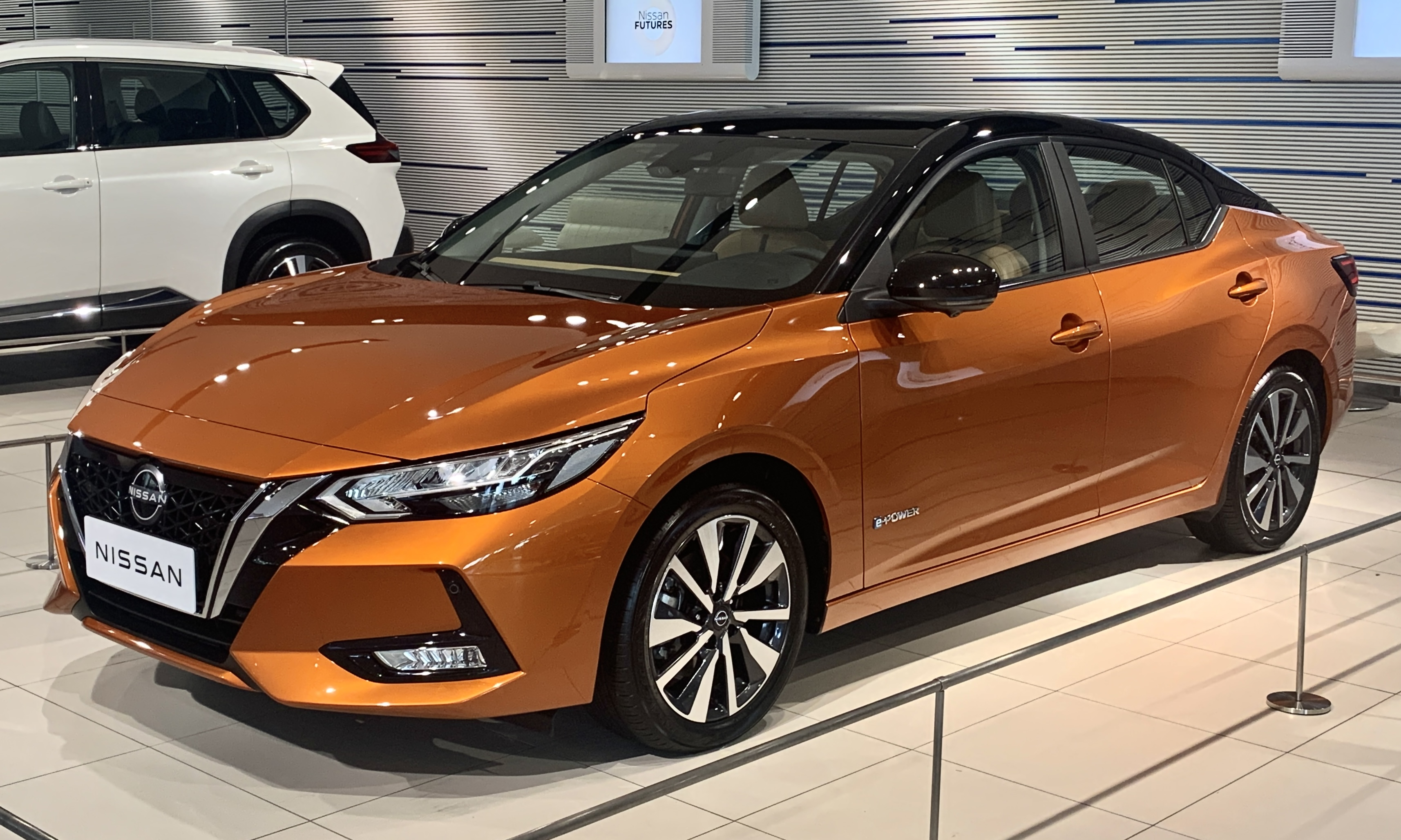
日産・シルフィ（B18型）
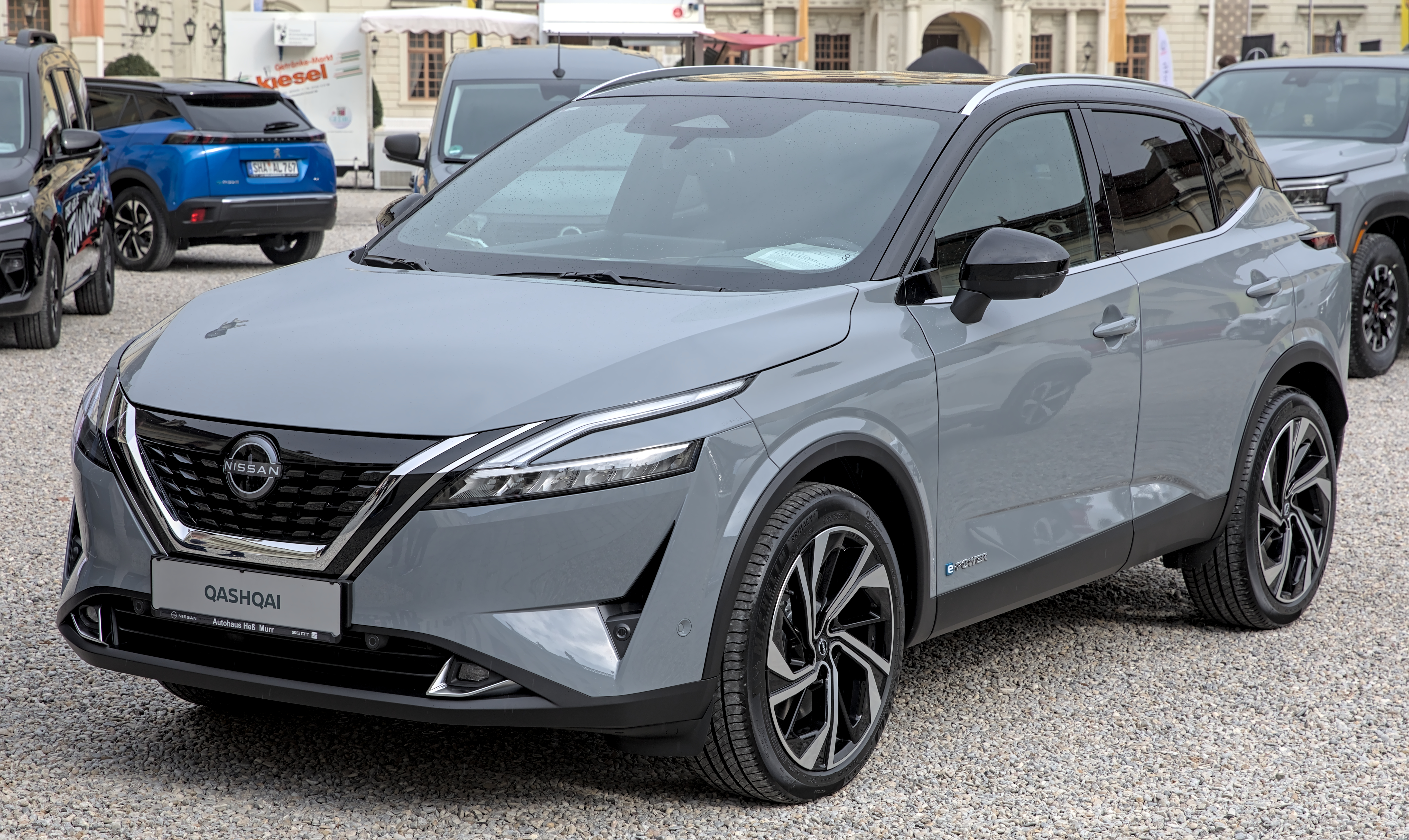
日産・キャシュカイ（J12型）
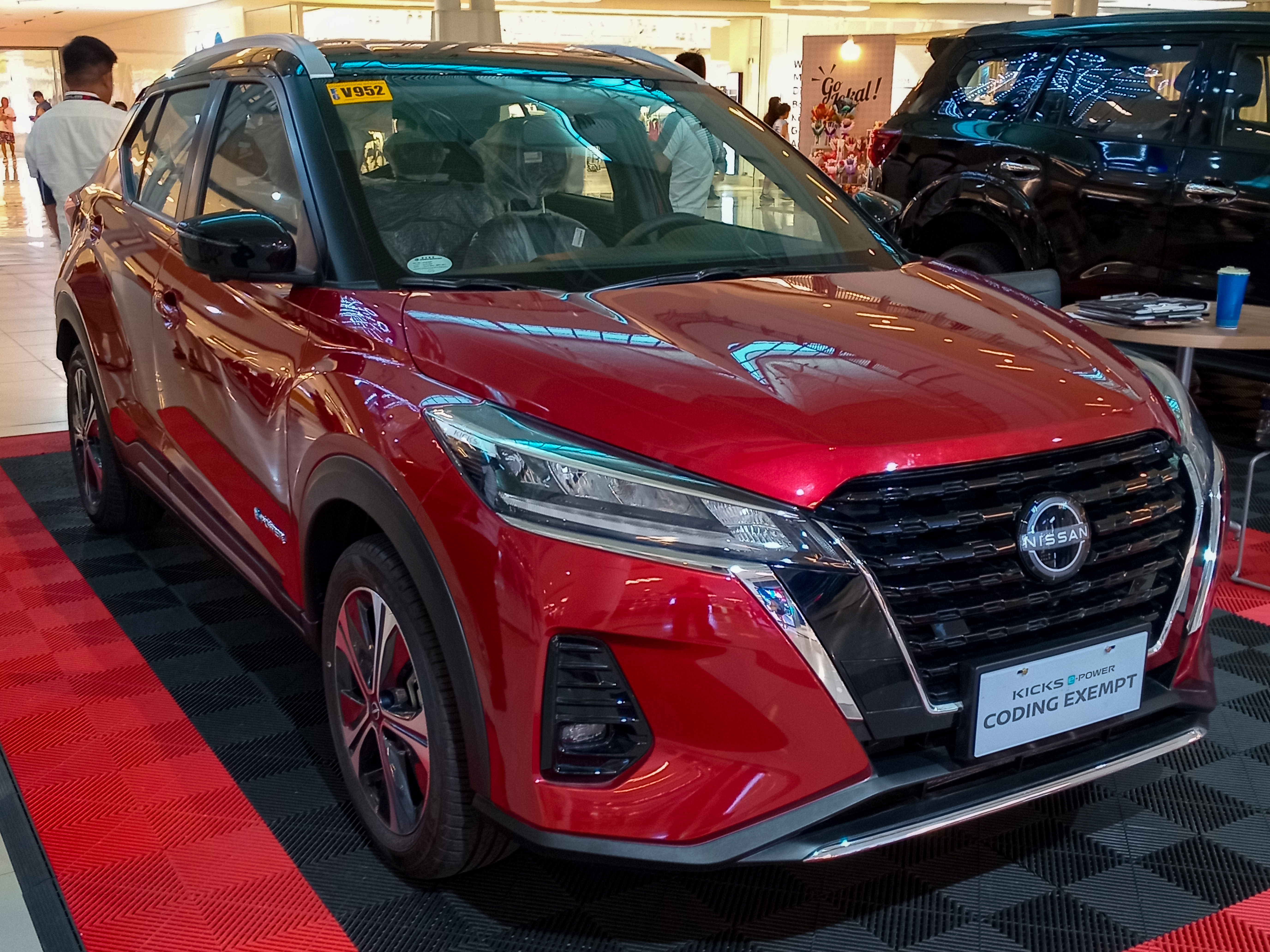
日産・キックス（RP15型）（2022年7月発売モデル）
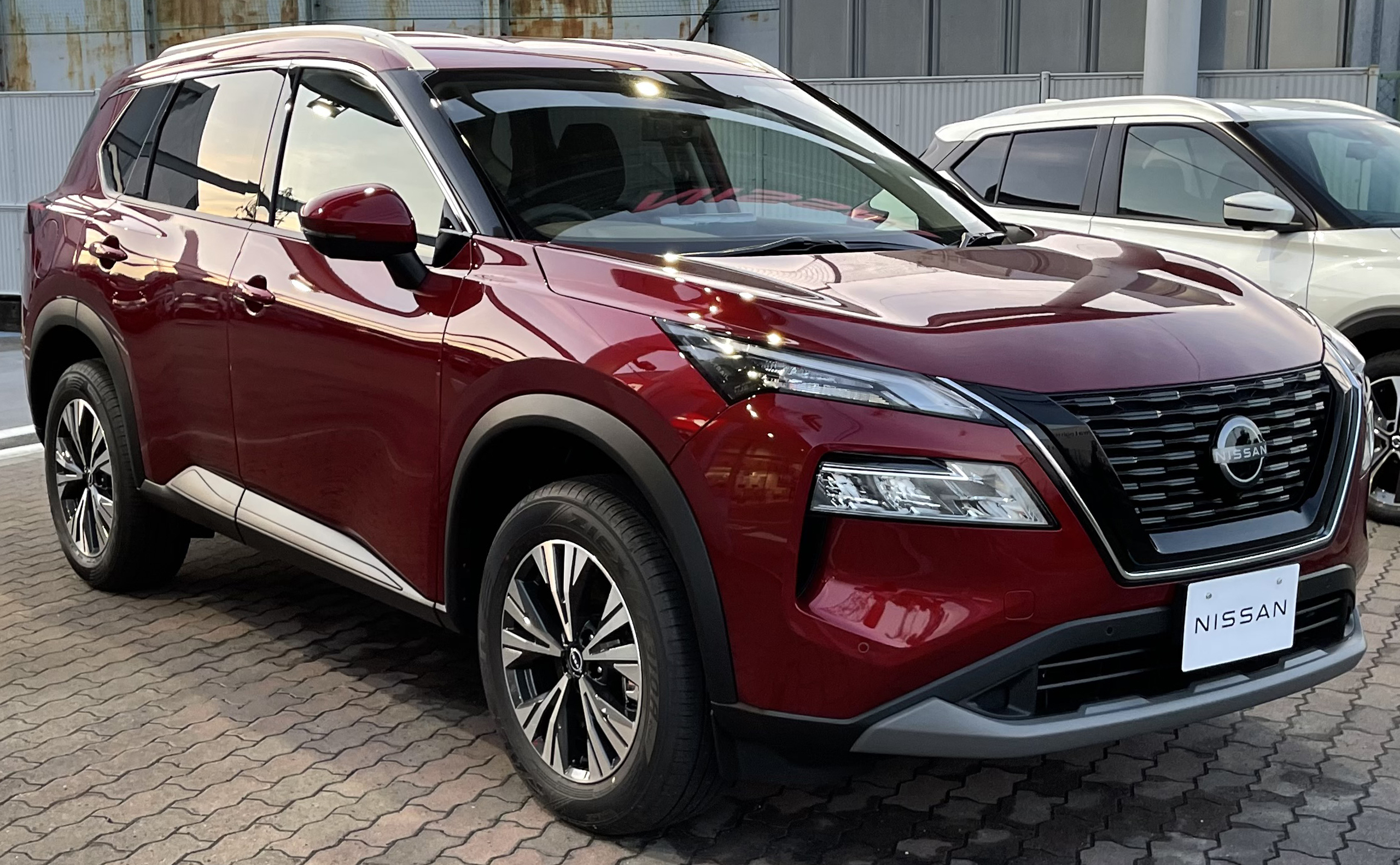
日産・エクストレイル（T33型）
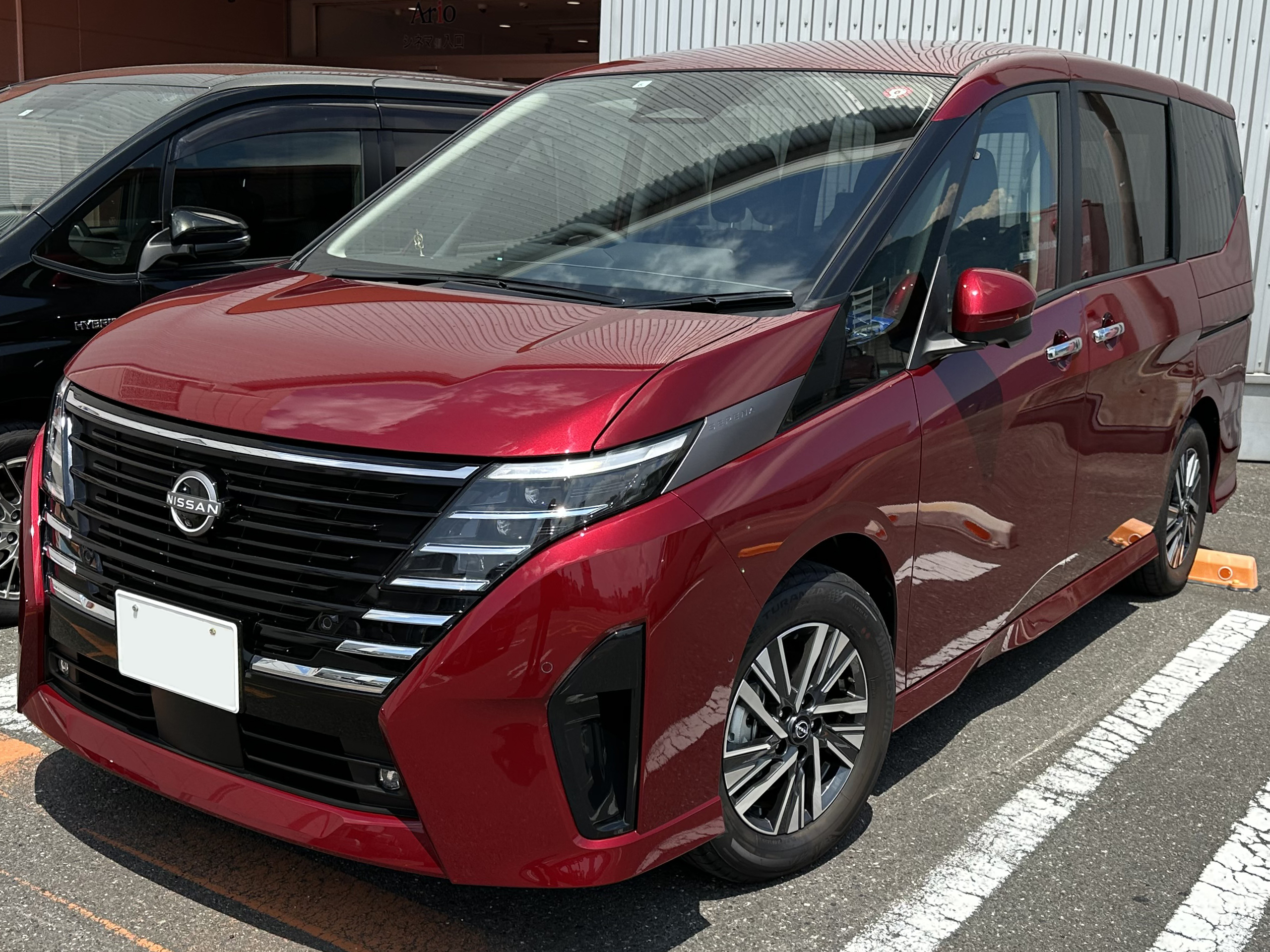
日産・セレナe-POWER（C28型）

## コンセプトカー

### 日産・IDSコンセプト
IDSコンセプトは、インテリジェントモビリティ発表前の2015年に、日産自動車により発表されたコンセプトカーである。
フロントの大きなディスプレイが特徴。「おさきにどうぞ」など、車外とコミュニケーションがとれる装備で、「インテリジェント・インテグレーション」を表す。またインテリアでは、大画面ディスプレイと、ハンドルとディスプレイに変化するステアリングが特徴。また、異なるインテリアモードを備えており、「Together We Ride」を表す。後に、インテリジェントモビリティの象徴のコンセプトカーとなっただけでなく、デザインを調整して2017年の新型リーフとして市販化された。東京モーターショーで初公開。その後、NISSAN CROSSINGに展示されていた。
展示されたモーターショー
- 第44回東京モーターショー（2015年）
- 大阪モーターショー（2015年）

### 日産・Vmotion 2.0
Vmotion 2.0は、日産自動車のデザインの特徴である、Vモーションを強調したグリルを持つコンセプトカー。2017年発表。インテリジェントモビリティを象徴するコンセプトカーとして、公式サイトで使用されている。
Vmotion 2.0のコンセプトは、「広々とした空間」や「快適な乗り心地」を重視した「忙しいビジネスパーソンに向けて、将来のモビリティを提案」としている。そのコンセプトに基づき、プロパイロットが搭載されている。また、Vmotion 2.0はデザイン面においても、既存のVモーションとは別に、新デザインであるVmotion2.0を提案している。内装では、空間重視のため、後部座席用モニターをセンターコンソールに配置しており、ヘッドレストモニターを採用していない。「2017 アイズ・オン・デザイン ベストコンセプトカー賞」、「2017 アイズ・オン・デザイン ベストイノベイティブユース オブ カラー、グラフィック アンド マテリアル賞」を受賞。
北米国際自動車ショーで初公開、NISSAN CROSSINGにも展示されていた。その後、このデザインはアルティマとして2018年に発表された。
展示されたモーターショー
- 北米国際自動車ショー（2017年）
- 上海モーターショー（2017年）